# Toni Gorupec
Toni Gorupec (Zagreb, 4. srpnja 1993.) hrvatski je nogometaš koji igra na poziciji desnog beka. Trenutačno igra za Sesvete. 

## Klupska karijera
Igrao je u mladim kategorijama Dinama. U seniorskim godinama igrača Dinama koji ga je posudio sesvetskom Radniku i zagrebačkoj Lokomotivi. Profesionalni debi imao je 20. rujna 2013. za Lokomotivu u utakmici protiv Hrvatskog dragovoljca.
Iz Lokomotive je prodan u rumunjsku Astru i iste godine prešao je u portugalsku Vitóriju iz Setubala. 

## Reprezentativna karijera
Za hrvatske mlade reprezentacije prvi je put zaigrao 25. travnja 2009. u prijateljskoj utakmici protiv Srbije. Prvi je pogodak postigao u prijateljskoj utakmici protiv Slovačke 8. kolovoza 2009. godine.

## Vanjske poveznice
- Toni Gorupec, Hrvatski nogometni savez
- Toni Gorupec Statistika HNL
- Toni Gorupec na Soccerwayu (engl.)
- Toni Gorupec na UEFA (engl.)